# قائمة المنارات البحرية في السعودية
يبلغ طول الخط الساحلي للمملكة العربية السعودية 2,640 كيلومتر (1,640 ميل) ويتوزع على ساحلين: ساحل غربيّ طويلٌ على البحر الأحمر وساحل آخر شرقي أقصر على الخليج العربي. تُدارُ المنارات النشطة في المملكة العربية السعودية من قبل هيئة الموانئ السعودية. هناك حوالي 633 من المساعدات الملاحية، و72 ٪ منها تعمل بالطاقة الشمسية. سُرِدَت المنارات البحرية في المملكة العربية السعودية ضمن منشور الوكالة الوطنية الجغرافية-الاستخبارات الثاني عشر بعد المئة. كما سُردَت من قبل مكتب الهيدروغرافيا في المملكة المتحدة في المجلد "E" من قائمة الأمبيرالية للمنارات البحرية وعلامات الضباب. وهي مدرجة أيضًا في دليل Lighthouse Directory وعلى قائمة المنارات ARLHS العالمية.

## منارات البحر الاحمر
| المنارات                    | المدينة   | الإحداثيات |
| --------------------------- | --------- | --- |
| منارة جزيرة سيلة            | المويلح   | حوالي 25 كيلومتر (16 ميل) إلى الغرب من المويلح 27°39′9.15″N 35°16′43.84″E / 27.6525417°N 35.2788444°E                                                           |
| منارة شعاب شرمو المرجانية   | ينبع      | حوالي 25 كيلومتر (16 ميل) غرب ينبع 24°3′17.47″N 37°51′34.29″E / 24.0548528°N 37.8595250°E                                                                       |
| منارة جنوب ينبع             | ينبع      | تحاذيها قناة الجنوب التي تقترب من ميناء ينبع على بعد 65 كيلومتر (40 ميل) حوالي 65 كيلومتر (40 ميل) جنوب شرق جنوب ينبع 23°28.1′N 38°25.5′E / 23.4683°N 38.4250°E |
| منارة شيب الخامسة           | جدة       | حوالي 175 كيلومتر (109 ميل) شمال جدة 22°44.7′N 38°37.4′E / 22.7450°N 38.6233°E                                                                                  |
| منارة جدة                   | جدة       | 21°28′7.14″N 39°8′58.98″E / 21.4686500°N 39.1497167°E |
| منارة شعاب مسماري المرجانية | جدة       | حوالي 30 كيلومتر (19 ميل) جنوب غرب جدة 21°19′26.73″N 39°1′55.03″E / 21.3240917°N 39.0319528°E                                                                   |
| منارة جازان                 | جازان     | 16°53′6.43″N 42°31′46.36″E / 16.8851194°N 42.5295444°E |
| منارة مزاركف الجنوبية       | جزر فرسان | 16°34.6′0″N 42°21.7′0″E / 16.57667°N 42.36167°E |

## منارات الخليج العربي
| المنارات                      | المدينة               | الإحداثيات                                                                                 |
| ----------------------------- | --------------------- | ------------------------------------------------------------------------------------------ |
| منارة رأس راكان               | الدمام                | جنوب جسر الملك فهد 25°11.9′N 50°13.3′E / 25.1983°N 50.2217°E                               |
| منارة نجوى شعل                | الدمام                | شمال الساحل أمام مدخل الدمام 26°34′N 50°15′E / 26.567°N 50.250°E                           |
| منارة أبو علي                 | مدينة الجبيل الصناعية | حوالي 35 كيلومتر (22 ميل) شمال مدينة الجبيل الصناعية 27°18′N 49°44′E / 27.300°N 49.733°E   |
| منارة العربية - جزيرة العربية | الجبيل                | حوالي 120 كيلومتر (75 ميل) شمال شرق الجبيل 27°47′N 50°10′E / 27.783°N 50.167°E             |
| منارة حرقوص الجنوبية          | الخليج العربي         | حوالي 50 كيلومتر (31 ميل) شمال غرب الخليج العربي 27°56.1′N 49°41.1′E / 27.9350°N 49.6850°E |

## وصلات خارجية
- روليت، روس. جامعة كارولينا الشمالية بتل شابل.